# Davenport (Washington)
Davenport è una città degli Stati Uniti d'America, situata nello Stato di Washington e in particolare nella Contea di Lincoln, della quale è anche il capoluogo.